# Xã Plymouth, Quận Montgomery, Pennsylvania
Xã Plymouth (tiếng Anh: Plymouth Township) là một xã thuộc quận Montgomery, tiểu bang Pennsylvania, Hoa Kỳ. Năm 2010, dân số của xã này là 16.525 người.